# ФК Железник
ФК Железник 1930 је српски фудбалски клуб из Београда. Основан је 1930. године. Боје клуба су тамноцрвена и бела, a резервне црна и бела.

## Историја
По распаду СФР Југославије, играо је у шестом рангу такмичења. Годину за годином, напредовао је до првог савезног ранга где је стигао 1997. и играо у њему све до гашења у јуну 2005. године фузијом са Вождовцем. Забележили су успех 2003/04, кад су били трећепласирани, одмах иза тадашњег првака Црвене звезде и вицешампиона ФК Партизана. Имао је сумњиву прошлост, а водио га је Аца Булић, син покојног власника овог клуба Јусуфа-Јусе Булића. Када је Аца Булић престао да буде председник тима, екипу су снашли финансијски проблеми, због чега се удружио са Вождовцем и престао да постоји.
После тога је тим ФК Железник Лавови почео да игра у Трећој београдској лиги, а у сезони 2010/11. је у Првој београдској лиги заузео прво место и пласирао се у Београдску зону. У Београдској зони клуб заузима друго место и поново пролази у виши ранг, Српску лигу Београд, где ће играти од сезоне 2012/13. Клуб је добио спонзора и сад се зове ФК Железник ласта, док на челу клуба седи Ђорђе Булић, син Јусе Булића. Клуб тренутно игра Српску лигу Београд. Од 2014. године, одлуком Скупштине клуба стадион носи назив Јуса Булић. Клуб се 2015. године фузионисао са Радничким са Новог Београда.
Од сезоне 2020/21. клуб се поново такмичи у Међуопштинској лиги ФСБ, под именом ФК Железник 1930.

## Успеси
- Куп Србије и Црне Горе: прваци 2004/05.
- Првенство Србије и Црне Горе: 3. место 2003/04.

## Европски успеси
| Сезона  | Такмичење | Коло | Држава   | Клуб               | Резултат |
| ------- | --------- | ---- | -------- | ------------------ | -------- |
| 2004/05 | УЕФА куп  | кв.  | Румунија | ФК Стеауа Букурешт | 2-4, 2-1 |

## Познати бивши играчи
- Бранимир Субашић
- Марко Девић
- Зоран Јанковић
- Јован Маркоски
- Слободан Марковић
- Далибор Пештерац
- Оливер Ковачевић
- Дејан Рађеновић
- Ненад Настић
- Милан Бишевац
- Никола Лазетић
- Иван Дудић
- Стеван Батес
- Владимир Матијашевић
- Душко Радовановић
- Апорисидо Вијана Роналдо
- Џеферсон да Силва Гулар
- Борислав Микић
- Ирфан Паучинац
- Дејан Дамјановић
- Радомир Ђаловић
- Милан Јовановић
- Митар Новаковић
- Антонио Филевски
- Срђан Алексић
- Петар Шопов
- Анте Шимунџа
- Марко Ломић
- Саша Марковић
- Зоран Мајсторовић
- Александар Ћитић
- Зоран Ђурашковић
- Александар Богдановић
- Младен Бркић
- Коста Бједов
- Јово Аранитовић
- Ивица Аврамовић
- Ђорђије Ћетковић
- Ивица Аврамовић
- Божидар Ћосић
- Бошко Чворков
- Јован Дамјановић
- Душан Ђокић
- Саша Ковачевић
- Ненад Ђукановић
- Младен Додић
- Дарко Дринић
- Иван Јовановић
- Немања Јовановић
- Предраг Јовановић
- Александар Јовић
- Никола Јозић
- Драган Алексић
- Ласло Котелеш
- Александар Пантић
- Огњен Лекић
- Дарко Ловрић
- Горан Луковић
- Арсен Марјан
- Никола Мијаиловић
- Слађан Мијатовић
- Владан Милосављевић
- Зоран Милошевић
- Никола Вигњевић
- Бобан Николовски
- Срђан Пецељ
- Драган Перишић
- Љубомир Касаловић
- Владимир Поповић
- Бранко Радовановић
- Александар Сарић
- Александар Селкић
- Петар Шопов
- Слободан Словић
- Владимир Ковачевић
- Владо Шмит
- Слађан Спасић
- Илија Милошевић
- Игор Станисавњевић
- Звонимир Станковић
- Бобан Стојановић
- Бојан Митровић
- Ненад Стојановић
- Немања Супић
- Иван Тасић
- Владимир Тинтор
- Александар Димов
- Михаило Вујачић
- Михајло Вујачић
- Игор Вујановић
- Дејан Брзаковић
- Саша Зимоњић
- Игор Цветковић
- Марјан Живковић
- Бојан Мартић

## Познати бивши тренери
- Цвијетин Благојевић
- Александар Трифуновић
- Џевад Прекази
- Јосип Дуванчић
- Баја Марић
- Горан Милојевић
- Горан Стевановић
- Слободан Доганџић
- Саша Милановић
- Саша Николић
- Милош Стојиљковић
- Миле Томић
- Милољуб Остојић
- Бранислав Новаковић
- Чедомир Ђоинчевић
- Илија Лукић

## Резултати у последњих неколико сезона
| Сезона   | Лига                                                    | Позиција | Одиграо мечева | П  | Н | И  | ГД  | ГП | Поени | Куп СЦГ/СРЈ   | Европски успеси | Европски успеси           | Напомена                         | Менаџер |
| -------- | ------------------------------------------------------- | -------- | -------------- | -- | - | -- | --- | -- | ----- | ------------- | --------------- | ------------------------- | -------------------------------- | ------- |
| 1999/00. | Прва лига                                               | 8        | 40             | 15 | 9 | 16 | 55  | 47 | 54    | Четвртфинале  |                 |                           |                                  |         |
| 2000/01. | Прва лига                                               | 8        | 34             | 12 | 8 | 14 | 49  | 56 | 44    | Осмина финала |                 |                           |                                  |         |
| 2001/02. | Прва лига                                               | 6        | 34             | 14 | 7 | 13 | 41  | 42 | 49    | Полуфинале    |                 |                           |                                  |         |
| 2002/03. | Прва лига                                               | 5        | 34             | 18 | 8 | 8  | 56  | 37 | 62    | Полуфинале    |                 |                           |                                  |         |
| 2003/04. | Прва лига                                               | 3        | 30             | 17 | 7 | 6  | 48  | 20 | 58    | Четвртфинале  |                 |                           |                                  |         |
| 2004/05. | Прва лига                                               | 9        | 30             | 11 | 5 | 14 | 38  | 45 | 38    | Победник купа | УЕФА куп        | прва квалификациона рунда | Угашен фузијом                   |         |
| 2010/11  | Прва Београдска лига                                    | 1        | 34             | 27 | 1 | 6  | 109 | 36 | 82    | /             |                 |                           | Клуб поново почиње да се такмичи |         |
| 2011/12  | Београдска БИП зона                                     | 2        | 34             | 20 | 4 | 10 | 68  | 32 | 64    | /             |                 |                           |                                  |         |
| 2012/13  | Српска лига "Београд"                                   | 5        | 30             | 12 | 7 | 11 | 39  | 36 | 43    | /             |                 |                           |                                  |         |
| 2013/14  | Српска лига "Београд"                                   | 9        | 30             | 11 | 8 | 11 | 38  | 33 | 41    | /             |                 |                           |                                  |         |
| 2014/15  | Српска лига "Београд"                                   | 8        | 30             | 12 | 7 | 11 | 30  | 33 | 43    | /             |                 |                           | Угашен фузијом                   |         |
| 2020/21  | Међуопштинска лига Београда у фудбалу, Група А          | 7        | 20             | 8  | 2 | 10 | 35  | 37 | 26    | /             |                 |                           | Клуб поново почиње да се такмичи |         |
| 2021/22  | Међуопштинска лига Београда у фудбалу, Група А          | 8        | 26             | 11 | 6 | 9  | 48  | 46 | 39    | /             |                 |                           |                                  |         |
| 2022/23  | Међуопштинска лига Београда у фудбалу, Група А          | 3        | 24             | 16 | 3 | 5  | 75  | 26 | 51    | /             |                 |                           |                                  |         |
| 2023/24  | Међуопштинска лига Београда у фудбалу, Група А          | 7        | 26             | 10 | 4 | 12 | 59  | 68 | 34    | /             |                 |                           |                                  |         |
| 2024/25  | Међуопштинска лига Београда у фудбалу, Група А          | 2        | 28             | 24 | 3 | 1  | 156 | 16 | 75    | /             |                 |                           |                                  |         |
| 2024/25  | Бараж за попуну Прве Београдске лиге у фудбалу, Група А | 1        | 2              | 1  | 1 | 0  | 4   | 3  | 4     | /             |                 |                           |                                  |         |